# Sant Marc de Roma
Sant Marc de Roma és una basílica de Roma situada a la Piazza Venezia, al davant del Palazzo Venezia. És l'església nacional dels venecians residents a Roma.

## Història
El 336, el papa Marc va construir una església dedicada a un dels evangelistes, el seu sant patró, Sant Marc, en un lloc anomenat ad Pallacinas. Així, l'església es registra com a Titulus Marci en el sínode 499 del Papa Símmac. En aquell moment es va convertir en una de les esglésies estacionals de la ciutat (dilluns de la tercera setmana de Quaresma).
Després d'una restauració realitzada el 792 pel papa Adrià I, l'església va ser reconstruïda pel papa Gregori IV el 833. A més de l'addició d'un campanar romànic el 1154, el papa Pau II va ordenar el canvi important en el temple el any 1465-70, quan la façana de l'església va ser reestilitzada segons el gust renaixentista amb un pòrtic i una loggia, utilitzant marbres del Coliseu i del teatre de Marcel. La façana és atribuïda a Leon Battista Alberti. Paul II sent un venecià per naixement, va assignar l'església als venecians que vivien a Roma.
L'última gran reelaboració de la basílica va començar el 1654-57 i va ser completada pel cardenal Angelo Maria Quirini el 1735-50. Amb aquestes restauracions, l'església va rebre la seva actual decoració barroca.

## Interior
El pis de l'església es troba per sota del nivell del sòl del període renaixentista i, per tant, passos cap a l'interior. L'església conserva el seu antic format de basílica, amb un santuari elevat. L'interior de l'església és clarament barroc. No obstant això, la basílica mostra elements destacats de tota la seva història anterior:
els mosaics de l'absis, que daten del papa Gregori IV (827-844), mostren al Papa, amb l'halo quadrat d'una persona viva, oferint un model de l'església a Crist, en presència de Marc Evangelista, el Papa Sant Marc i d'altres. sants;
el sostre de fusta, amb l'emblema del papa Pau II (1464-1471), és un dels dos sostres de fusta originals del segle xv a Roma, juntament amb el de Santa Maria Maggiore;
el cardenal Angelo Maria Quirini (cardenal sacerdot de S. Marco 1728-1743) va restaurar el cor, va renovar el paviment de la capella del sagrament i va reconstruir l'altar major.

Al pòrtic hi ha diverses pedres tombals primitives cristianes, així com la làpida de Vannozza dei Cattanei, la senyora del cardenal Rodrigo Borgia.

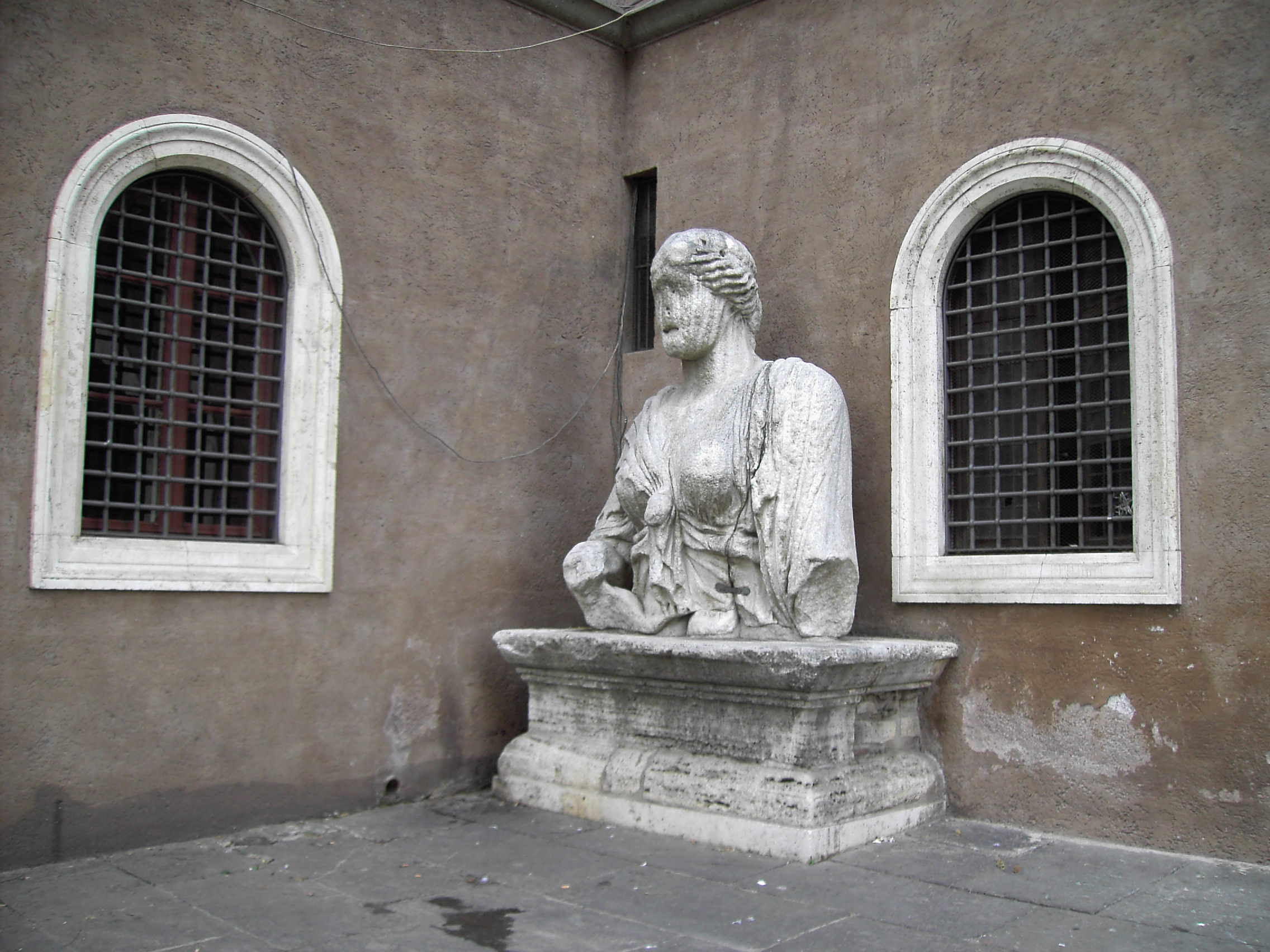
La Madama Lucrezia és una de les "estàtues parlants" de Roma, i és localitzada al costat de la entrada de la basílica. Va ser el bust d'una estatua de la deèsa Isis, a qui es va dedicar un temple a Roma no gaire lluny de la seva ubicació actual.

## El títol cardenalici de Sant Marc
El títol de Sant Marc és un títol cardenalici dels més antics i prestigiosos. Originalment rebia el nom de Iuxta Pallacina. Va ser instituït pel papa Marc I el 336. Segons el catàleg de Pietro Mallio, realitzat durant el pontificat d'Alexandre III, estava connectat amb la basílica de Sant Pere, on els seus sacerdots celebraven missa.

### Titulars
- Epifanio (494 - ?)
- Cipriano i Abbondio (esmentats el 499)
- Stefano (esmentat el 595)
- Stefano (745 - primers del 761)
- Filippo (761 - primers del 797)
- Gregori, O.S.B. (797 - desembre 827 escollit papa com Gregori IV
- Adriano (?) (844 - primers del 853)
- Adrià (853 - novembre/desembre 867 escollit papa com Adrià II
- Pietro (primers del 1012 - primers del 1033)
- Pietro (1033 - primers del 1049)
- Giovanni (1049 - circa 1058)
- Bonifazio (1058 - primers del 1062)
- Bonifazio (?) (1062 - circa 1088)
- Leone (1088 - ?)
- Bonifazio (o Bonifacio) (circa 1114- circa 1129)
- Pietro (1130 - 1130 ?)
- Innocenzo Savelli (1130 - circa 1133)
- Guido de Castello (desembre 1133 - 26 setembre 1143 escollit papa com Celestí II
- Gilberto (17 desembre 1143 - 1149 ?)
- Giovanni (1149 - 1151 ?)
- Rolando Bandinelli, C.R.L. (1151 - 7 setembre 1159 escollit papa com Alexandre III
- Antonio (1163 - 1167 ?)
- Giovanni de' Conti di Segni (1167 - 1190)
- Giovanni (1186 - ? deceduto)
- Guido (1191 - primers del 1198)
- Goffredo da Castiglione (18 setembre 1227 - 1239) escollit papa com Celestí IV
- Guillaume de Bray (22 maig 1262 - 29 abril 1282)
- Pietro Peregrossi (1289 - juliol 1295)
- Gian Gaetano Orsini, diaconia pro illa vice in commendam (16 setembre 1317 - 27 agost 1335)
- Bertrando di Deux (18 desembre 1338 - 4 novembre 1348)
- Francesco degli Atti (23 desembre 1356 - 25 agost 1361)
- Jean de Blandiac (17 setembre 1361 - setembre 1372)
- Bertrand de Cosnac, C.R.S.A. (març 1372 - 17 juny 1374)
  - Pierre Amiehl de Brénac, O.S.B.Clun. (18 desembre 1379 - 10 agost 1389), pseudocardenal del antipapa Climent VII
- Giovanni Fieschi (1380 - 1384)
- Ludovico da Venezia, O.F.M. (1382 - 11 gener 1386)
- Angelo Correr (12 juny 1405 - 30 novembre 1406 escollit papa com Gregori XII
- Antonio Calvi (2 juliol 1409 - 2 octubre 1411)
  - Guillaume Fillastre (o Philastrius) (6 juny 1411 - 6 novembre 1428), pseudocardenal del antipapa Joan XXIII
- Angelotto Fosco (19 setembre 1431 - 12 setembre 1444)
  - Bartolomeo Vitelleschi (6 abril 1444 - 14 juliol 1449), pseudocardenal del antipapa Félix V
- Pietro Barbo (16 juny 1451 - 30 agost 1464 escollit papa com Pau II
- Marco Barbo (2 octubre 1467 - 6 novembre 1478); in commendam (6 novembre 1478 - 2 març 1491)
- Lorenzo Cybo de Mari (14 març 1491 - 14 maig 1501); in commendam (14 maig 1501 - 21 desembre 1503)
- Domenico Grimani (25 desembre 1503 - 22 setembre 1508); in commendam (22 setembre 1508 - 27 agost 1523)
- Marco Cornaro (14 desembre 1523 - 20 maig 1524)
- Francesco Pisani (3 maig 1527 - 29 maig 1555); in commendam (29 maig 1555 - 21 juny 1564)
- Luigi Cornaro (21 juny 1564 - 2 juny 1568)
- Luigi Pisani (2 juny 1568 - 3 juny 1570)
- Luigi Cornaro (9 juny 1570 - 10 maig 1584)
- Giovanni Francesco Commendone (14 maig 1584 - 26 desembre 1584)
- Agostino Valier (14 gener 1585 - 1 juny 1605)
- Giovanni Dolfin (1 juny 1605 - 23 juny 1621)
- Matteo Priuli (23 juny 1621 - 13 març 1624)
- Pietro Valier (18 març 1624 - 9 abril 1629)
- Federico Baldissera Bartolomeo Cornaro (26 abril 1629 - 19 novembre 1646)
- Marcantonio Bragadin (19 novembre 1646 - 28 març 1658)
- Cristoforo Widmann (1º abril 1658 - 30 setembre 1660)
- Pietro Vito Ottoboni (15 novembre 1660 - 13 setembre 1677) escollit papa com Alexandre VIII
- Gregorio Barbarigo (13 setembre 1677 - 18 juny 1697)
- Marco Antonio Barbarigo (1 juliol 1697 - 26 maig 1706)
- Giambattista Rubini (25 juny 1706 - 17 febrer 1707)
- Giovanni Alberto Badoer (11 juliol 1712 - 17 maig 1714)
- Luigi Priuli (28 maig 1714 - 15 març 1720)
- Pietro Priuli (6 maig 1720 - 22 gener 1728)
- Angelo Maria Quirini, O.S.B.Cas. (8 març 1728 - 11 març 1743); in commendam (11 març 1743 - 6 gener 1755)
- Carlo della Torre di Rezzonico (17 febrer 1755 - 6 juliol 1758 escollit papa com Climent XIII
- Daniele Dolfin (19 juliol 1758 - 13 març 1762)
- Antonio Marino Priuli (19 abril 1762 - 26 octubre 1772)
- Carlo Rezzonico (14 desembre 1772 - 15 març 1773); in commendam (15 març 1773 - 26 gener 1799)
- Ludovico Flangini (2 abril 1800 - 24 maig 1802)
- Vacant (1802 - 1816)
- Luigi Ercolani, diaconia pro illa vice (23 setembre 1816 - 14 abril 1817); (14 abril 1817 - 10 desembre 1825)
- Vacant (1825 - 1829)
- Karl Kajetan Graf von Gaisruck (21 maig 1829 - 19 novembre 1846)
- Charles Januarius Acton (21 desembre 1846 - 23 juny 1847)
- Giacomo Piccolomini (4 octubre 1847 - 17 agost 1861)
- Pietro de Silvestri (27 setembre 1861 - 19 novembre 1875)
- Domenico Bartolini (3 abril 1876 - 2 octubre 1887)
- Michelangelo Celesia, O.S.B.Cas. (25 novembre 1887 - 14 abril 1904)
- József Samassa (6 desembre 1906 - 20 agost 1912)
- Franz Xaver Nagl (2 desembre 1912 - 4 febrer 1913)
- Friedrich Gustav Piffl, C.R.S.A. (8 setembre 1914 - 21 abril 1932)
- Elia Dalla Costa (16 març 1933 - 22 desembre 1961)
- Giovanni Urbani (19 març 1962 - 17 setembre 1969)
- Albino Luciani (5 març 1973 - 26 agost 1978 escollit papa com Joan Pau I
- Marco Cé (30 juny 1979 - 12 maig 2014)
- Vacant (2014 - 2018)
- Angelo De Donatis (28 de juny de 2018 - actual)